# Бишетт, Бо
Бо Джозеф Бишетт (англ. Bo Joseph Bichette, 5 марта 1998, Орландо, Флорида) — американский и бразильский бейсболист, шортстоп клуба Главной лиги бейсбола «Торонто Блю Джейс».

## Карьера
Бо родился 5 марта 1998 года в Орландо в семье бейсболиста Данте Бишетта. Имя он получил в честь бывшего игрока «Канзас-Сити Роялс» и «Окленд Рэйдерс» Бо Джексона. Его старший брат, Данте-младший, также бейсболист, задрафтован в 2011 году клубом «Нью-Йорк Янкис».
Он играл за команду старшей школы Лейкленда. Бо получил предложение спортивной стипендии от университета Аризоны, но после драфта Главной лиги бейсбола 2016 года, где его выбрал клуб Торонто Блю Джейс, он предпочёл начать профессиональную карьеру.
Сезон 2017 года Бишетт начал в составе «Лансинг Лагнатс», а затем был переведён в «Данедин Блю Джейс». Суммарно за оба клуба он провёл сто десять игр, отбивал с показателем 36,2 %, выбил четырнадцать хоум-ранов и сто шестьдесят два хита. В составе «Данедина» Бо стал победителем чемпионата Лиги штата Флорида. Осенью он вместе со своим братом в составе сборной Бразилии принял участие в квалификационном турнире Мировой бейсбольной классики. В 2018 году Бо сыграл в ста тридцати одном матче в АА-лиге за «Нью-Гемпшир Фишер Кэтс».
Первую часть сезона 2019 года Бишетт провёл в команде ААА-лиги «Баффало Байзонс», а 29 июля впервые был вызван в основной состав «Торонто» и дебютировал в Главной лиге бейсбола. 7 августа Бо стал первым игроком в истории лиги, выбившим десять экстра-бейс-хитов в первых девяти матчах карьеры. 